# آلاء النجار
آلاء النجار هي طبيبة أطفال فلسطينية تعمل في مستشفى التحرير التابع لمجمع ناصر الطبي في خان يونس، جنوب قطاع غزة. برز اسمها عالميًا في مايو 2025 بعد أن فقدت تسعة من أطفالها في غارة جوية إسرائيلية استهدفت منزل عائلتها في منطقة قيزان النجار جنوبي خان يونس.

## النشأة
تنتمي آلاء النجار إلى عائلة فلسطينية تعمل في المجال الطبي. تخصصت في طب الأطفال، وعملت لسنوات في مجمع ناصر الطبي، حيث كانت تُعرف بتفانيها في علاج الأطفال، خاصة خلال فترات التصعيد العسكري في غزة.
في صباح يوم الجمعة، 23 مايو 2025، غادرت آلاء منزلها متجهة إلى عملها، بينما عاد زوجها، الطبيب حمدي النجار، إلى المنزل. بعد دقائق، استهدفت غارة جوية إسرائيلية منزلهم، مما أدى إلى استشهاد تسعة من أطفالهم: يحيى، ركان، رسلان، جبران، إيف، ريفان، سيدين، لقمان، وسيدرا. أكبرهم كان عمره 12 عامًا، وأصغرهم ستة أشهر. الطفل العاشر، آدم، نجا من القصف لكنه أُصيب بجروح خطيرة، بينما نُقل والده إلى العناية المركزة بسبب إصابات بالغة  و توفي زوجها فيما بعد متأثرا بإصابته 

## ردود الفعل
أثارت مأساة آلاء النجار تعاطفًا واسعًا على المستويين المحلي والدولي. وصفها المدير العام لوزارة الصحة في غزة، الدكتور منير البرش، بأنها تجسيد لمعاناة الكوادر الطبية في القطاع، مشيرًا إلى أن الاحتلال لا يكتفي بقصف المستشفيات، بل يستهدف عائلات الطواقم الطبية أيضًا